# Villa Il Casale
Villa Il Casale si trova in via del Pozzo 1 a Sesto Fiorentino, in provincia di Firenze.

## Storia e descrizione
L'ingresso principale della villa si trova alla fine di un suggestivo viale di cipressi che costeggia la strada fino ad un poggio dove è situato l'edificio principale in posizione panoramica.
Le prime testimonianze della villa risalgono addirittura al Trecento, quando apparteneva a un certo Lapo di Ridolfo. Di quell'epoca si sono conservate le finestre e la porta d'ingresso.
Nel Quattrocento la villa venne acquistata dai Fei e circa un secolo dopo dai Pagni Bordoni di Pescia, famiglia del segretario di Cosimo I de' Medici, Lorenzo d'Andrea. L'ampliamento della villa risale probabilmente a quell'epoca, che diede al complesso più o meno l'aspetto attuale. L'anonimo architetto fece in modo di ridurre al minimo indispensabile l'impatto con l'ambiente circostante, limitando l'altezza dei corpi di fabbrica e dei colonnati, dando all'insieme una atmosfera di raccoglimento e contemplazione, favorita anche dal notevole panorama su Firenze e Sesto Fiorentino. La facciata è dominata da una loggia a colonne che dà all'insieme uno sviluppo prevalentemente orizzontale.

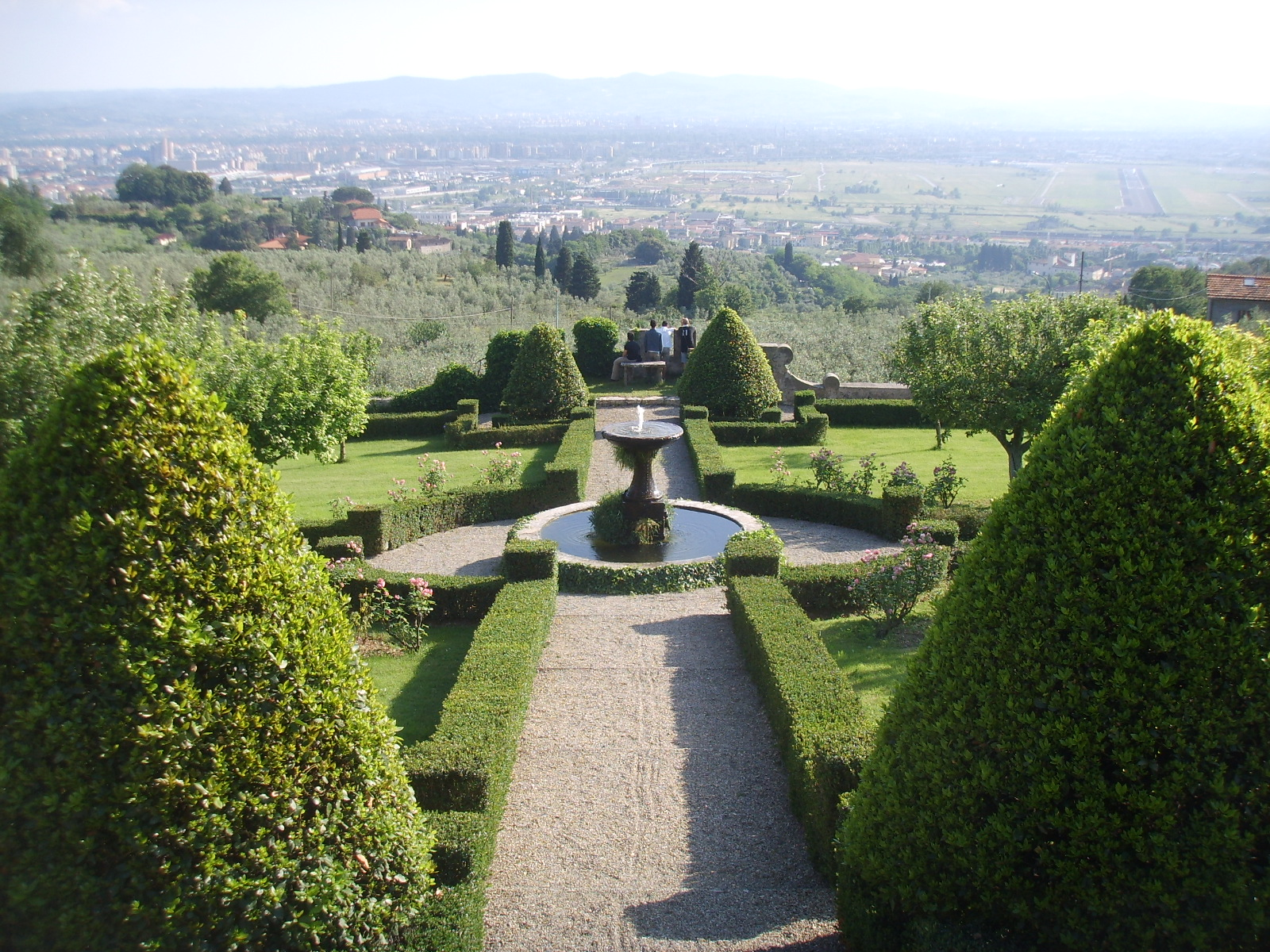
Il giardino panoramico

In seguito venne venduta ai Carlini, che nel 1560 commissionariono nuovi lavori di abbellimento. Nel giardino fecero aggiungere nel 1593 il grande vivaio coperto, la vasca, lo stanzone usato anche come teatro, il ninfeo sotterraneo, di notevole pregio, forse addirittura fondato su preesistenti rovine romane di un edificio termale, con tre ambienti collegati prospetticamente al salone della villa. Nel 1615 Cosimo II, ospite della villa, apprezzò l'architettura di questo curioso ambiente lodandone i complessi giochi d'acqua.
Sempre i Carlini fecero affrescare la cappella e alcune sale interne dal pittore Giovanni da San Giovanni.
In seguito all'estinzione della famiglia per mancanza di eredi maschi, la villa pervenne in dote ai Saint Seigne, poi passò ai Tognini. Nel Novecento fu posseduta anche dal grande campione di ciclismo Gino Bartali.

## Il giardino
Il giardino si sviluppa su due terrazze panoramiche digradanti di fronte alla villa. In stile all'italiana, presenta aiuole geometriche circondate da siepi di bosso disposte attorno ad una fontana centrale. A sud si trovano tre basse torrette neomedievali che costituiscono un punto di vista privilegiato per ammirare il panorama.
Ad ovest della villa invece si trovano il vivaio ed il parco.

## Altre immagini

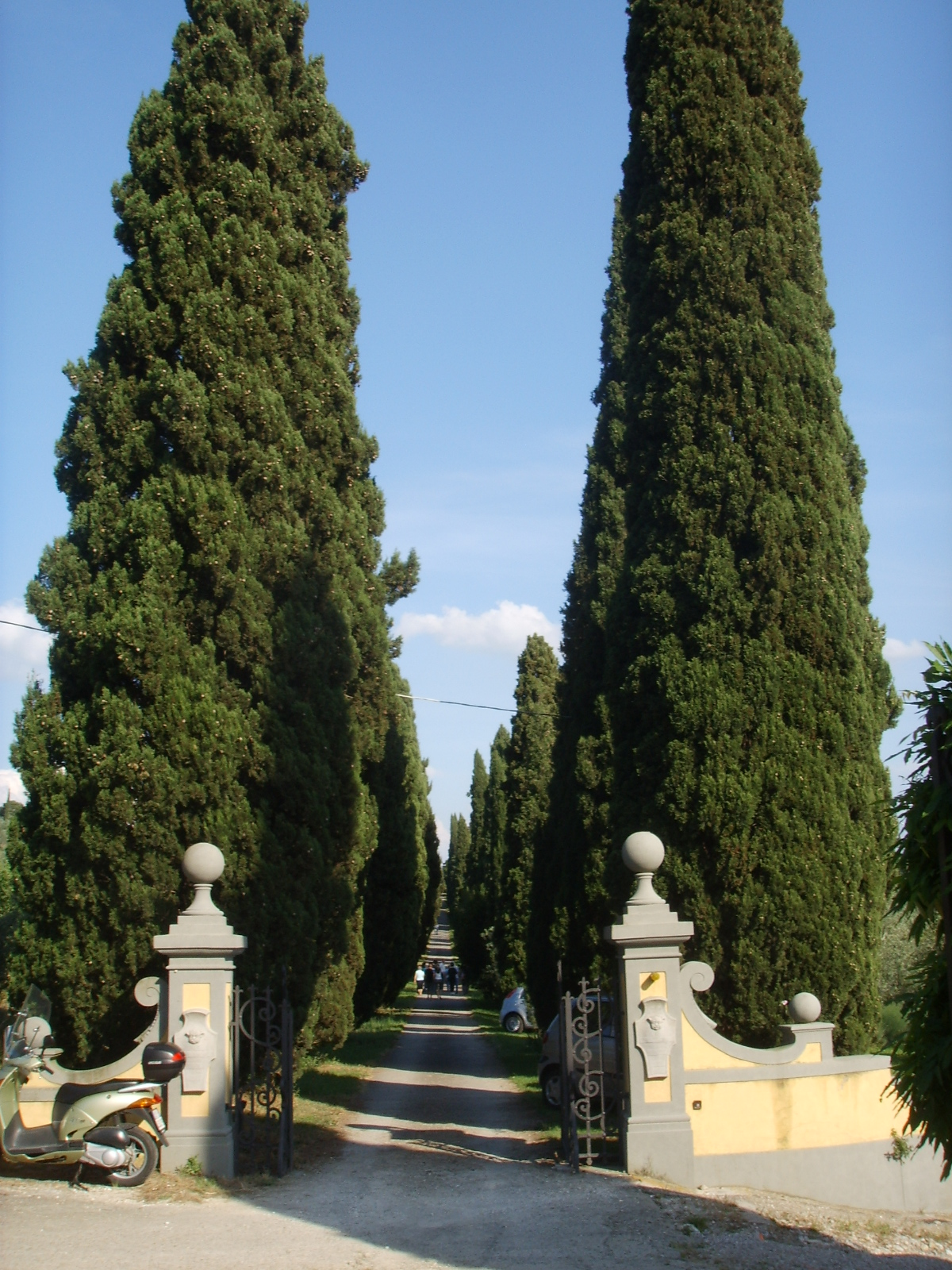
Il viale di cipressi
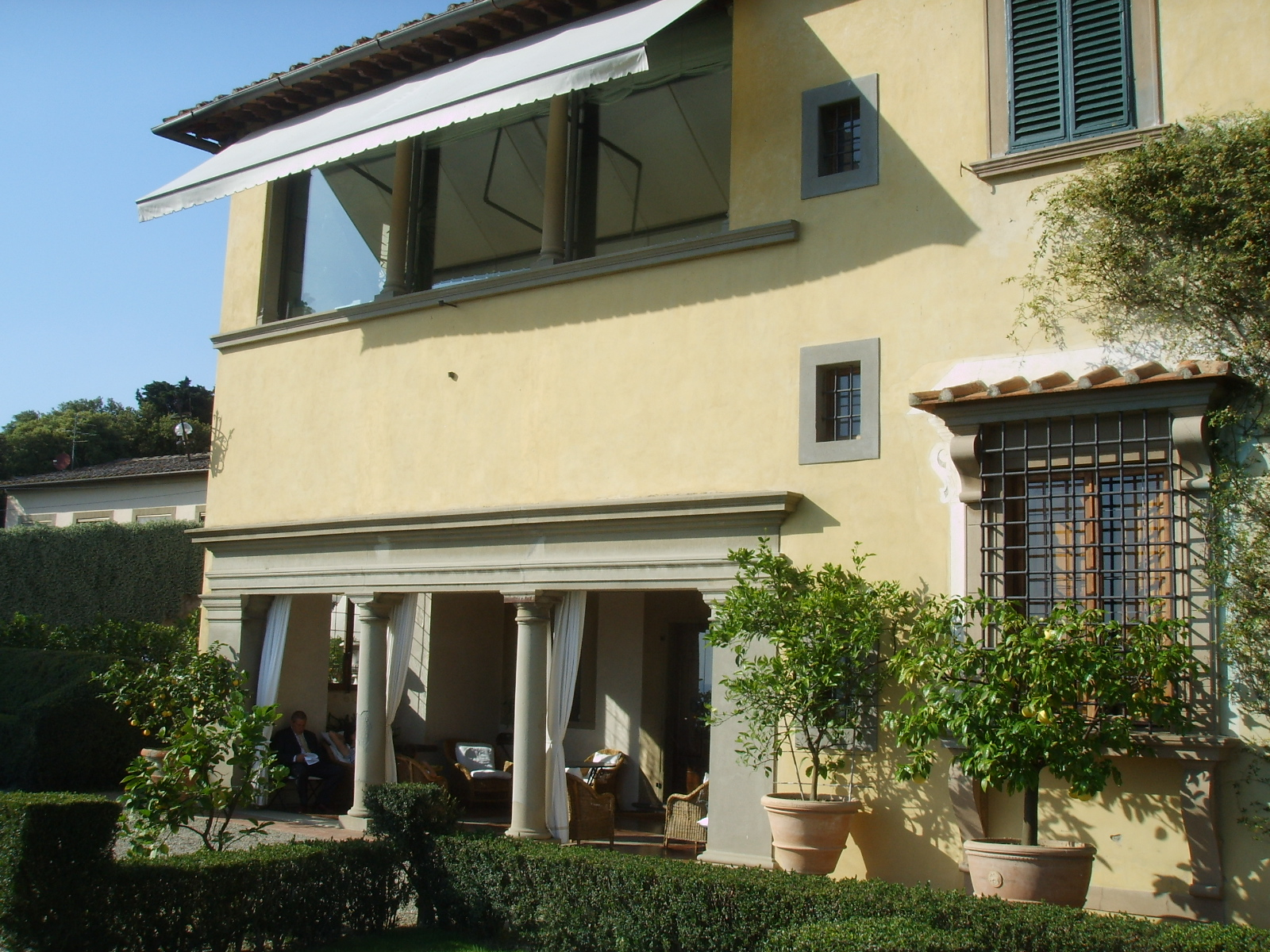
Le loggette
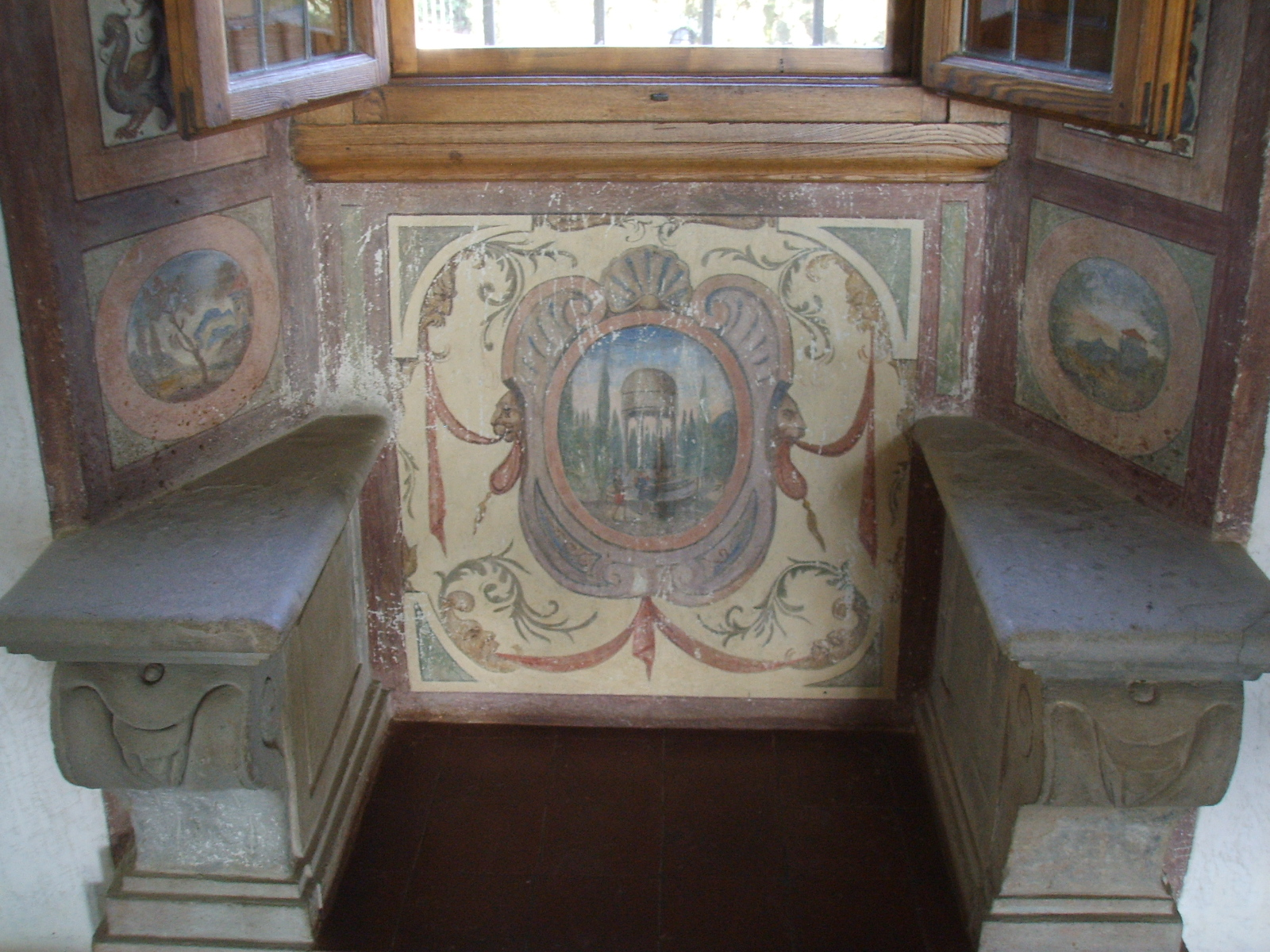
Affreschi in una sala interna
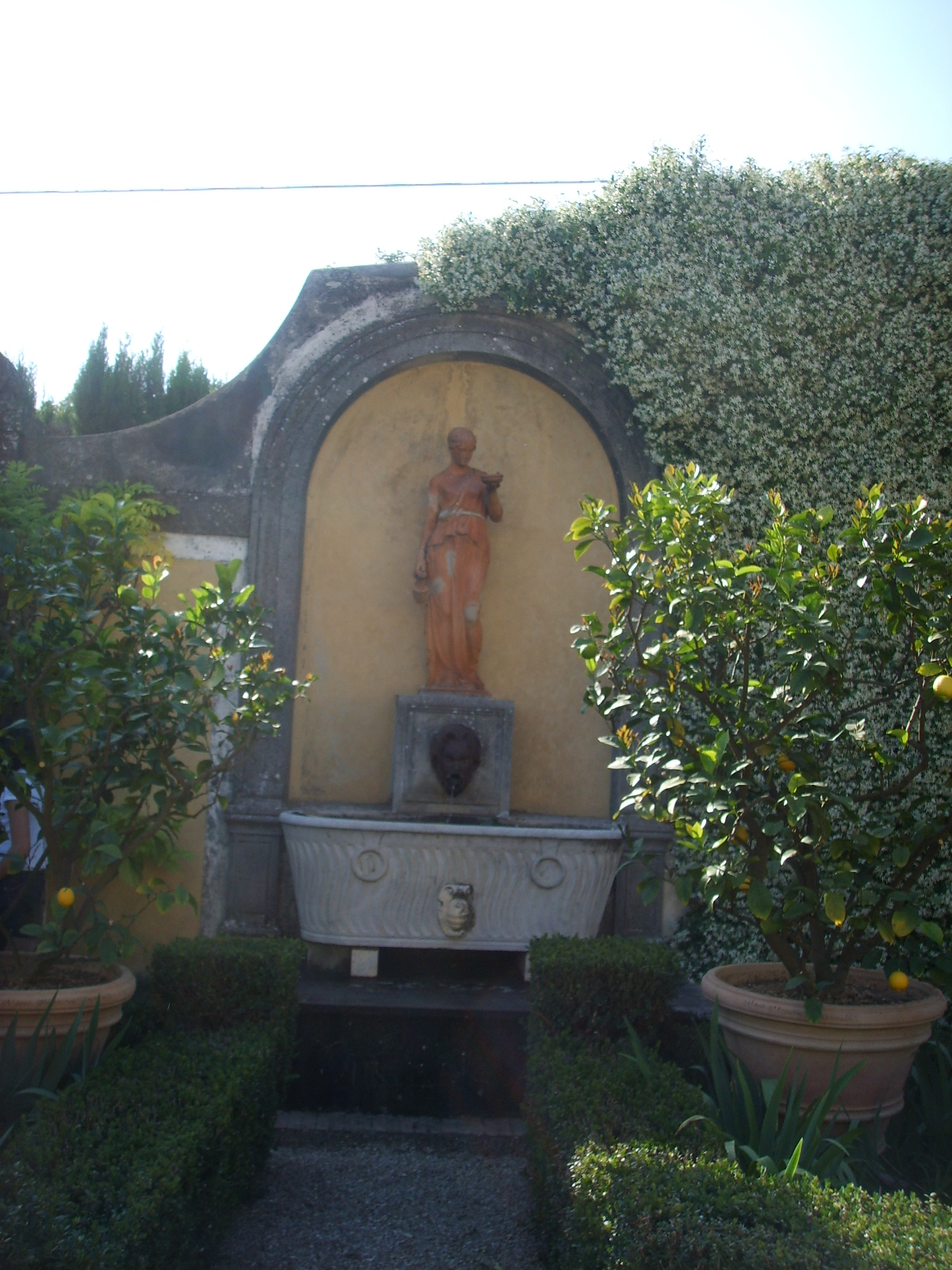
Fontana a muro con statua in terracotta e vasca composta da un sarcofago antico